# Wabag
Wabag est une ville de Papouasie-Nouvelle-Guinée, capitale de la région d'Enga.
La population était d'environ 4 000 habitants en 2000.